# Mercedes-Benz M 196
Der Mercedes-Benz M 196 ist ein Rennsportmotor der Daimler-Benz AG, der ursprünglich für den Einsatz in der Formel 1 entwickelt wurde. Von 1954 bis 1955 entstanden zwei Baumuster: Der M 196 R mit 2,5 Liter Hubraum und der M 196 S mit 3 Liter Hubraum. Wesentlicher Unterschied zwischen diesen Baumustern ist abgesehen vom Hubraum die Verdichtung: Der M 196 S ist mit ε=9 niedriger als der M 196 R (ε=12) verdichtet, sodass er mit handelsüblichen Ottomotorkraftstoffen betrieben werden kann. Eingebaut wurde der Motor in den Mercedes-Benz W 196.

## Beschreibung

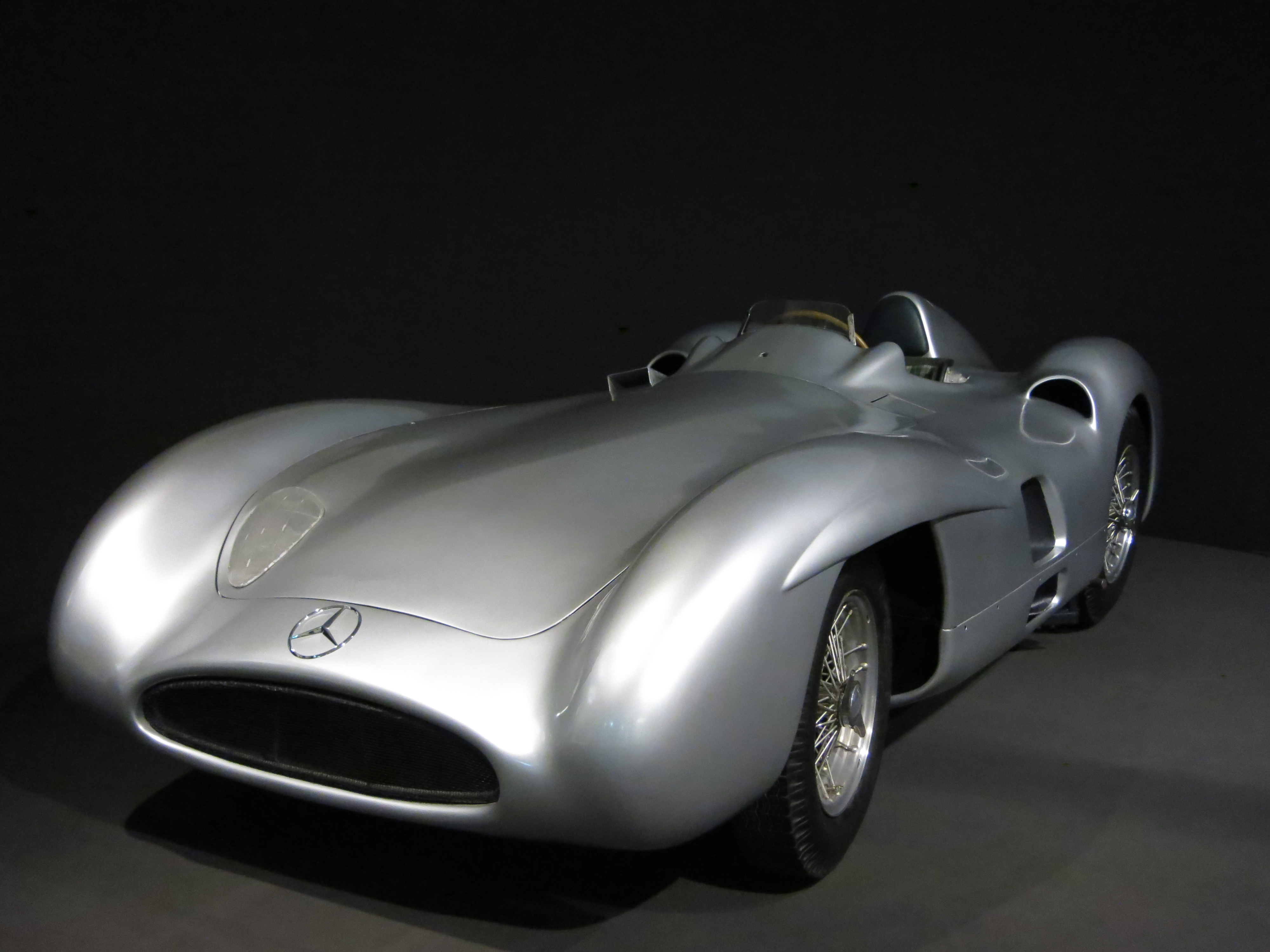
Der Mercedes-Benz W 196 R wurde mit dem 2,5-Liter-Typ M 196 R ausgestattet

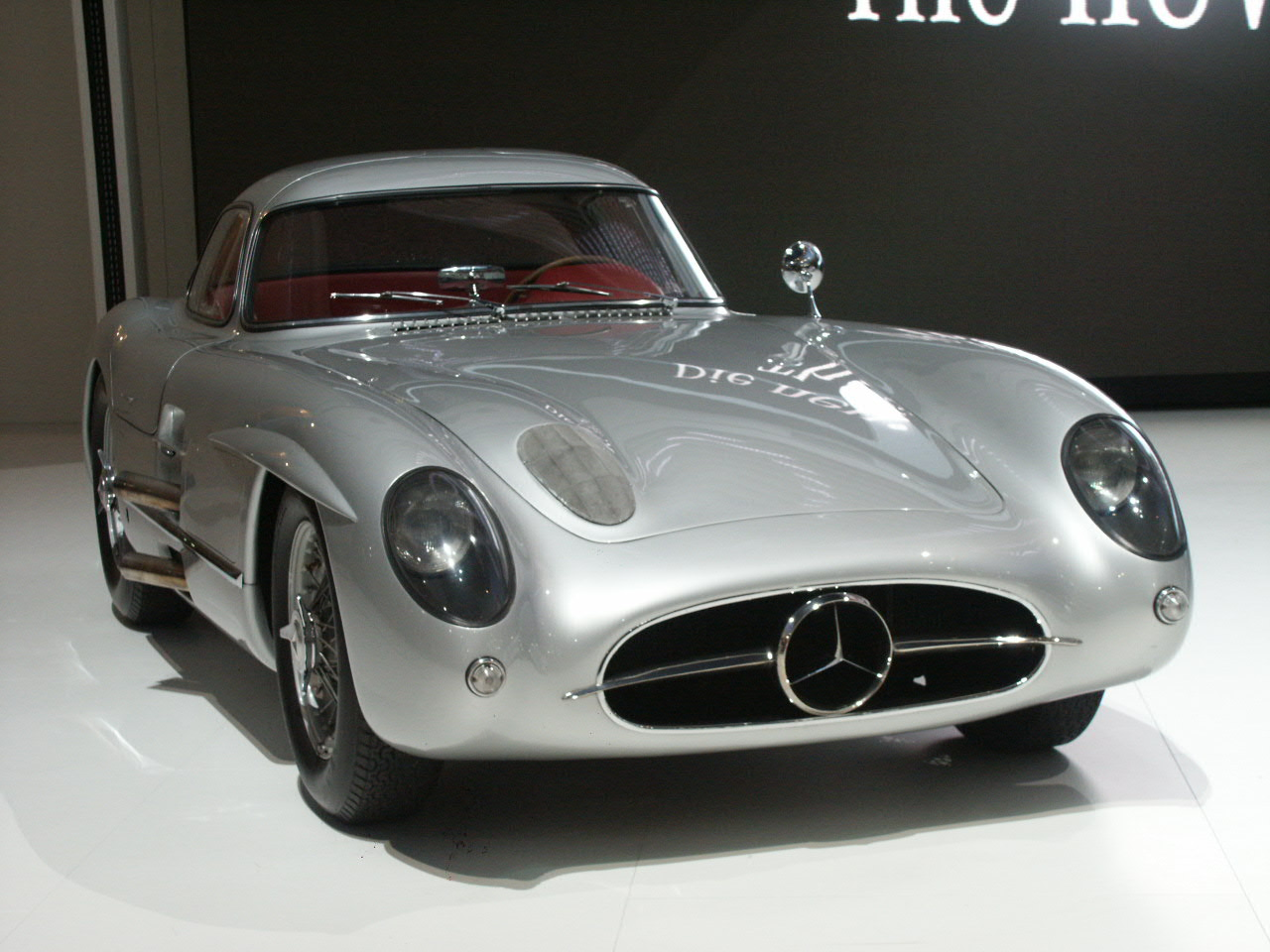
Rudolf Uhlenhauts W 196 S (Typ 300 SLR) erhielt den 3-Liter-Typ M 196 S, der mit Benzin betrieben werden kann

Der M 196 ist ein Achtzylinder-Ottomotor mit entweder 2,5 oder 3 Liter Hubraum und einer Nennleistung von 276 PS (203 kW) in der 3-Liter-Ausführung. Er hat Benzindirekteinspritzung, Magnetzündung, Querstromzylinderköpfe und Desmodromik.

### Rumpfmotor
Der M 196 hat als Achtzylinderreihenmotor für den Automobileinsatz zwei Zylinderbänke zu je vier Zylindern, die hintereinander angeordnet sind. Entsprechend hat der Motor zwei Kurbelwellen mit Hirth-Verzahnung und Mittenabtrieb, weil bei einer einzigen, langen Kurbelwelle für acht Zylinder in Reihe eine zu starke plastische Verformung durch Torsion auftreten würde. Insgesamt hat der Motor zehn Kurbelwellenlager. Die Zylinderbänke sind zusammen mit den Zylinderköpfen aus Silumin in einem Stück gegossen, der Motor hat also keine Zylinderkopfdichtungen. Die Laufbüchsen sind aus Aluminium hergestellt und mit Chrom beschichtet. Daimler-Benz stattete den Motor mit einer Zahnrad-Doppelölpumpe und Trockensumpfschmierung aus und baute ihn in einem 53°-Winkel nach rechts geneigt in Rennsportfahrzeuge ein.

### Gemischbildung
Der Motor ist mit einer mechanisch geregelten Benzindirekteinspritzung versehen. Dabei hat der Motor eine kantengesteuerte Reiheneinspritzpumpe mit acht Stempeln des Herstellers Bosch. Die Einspritzdüsen sind anders als bei heutigen Ottomotoren mit Benzindirekteinspritzung nicht schräg von oben in den Zylinderkopf, sondern annähernd im 90°-Winkel zur Zylinderachse in die Zylinderwand eingebaut, werden also von den Kolbenringen überfahren. Daimler-Benz wählte eine Betriebsstrategie, bei der der Kraftstoff während des Ansaugtaktes eingespritzt wird, sodass wie bei einem Saugrohreinspritzmotor oder Vergasermotor eine Gemischhomogenisierung stattfindet. Zeitgenössische Mercedes-Benz-Ottomotoren mit Benzindirekteinspritzung haben einen Einspritzdruck von etwa 4,5 MPa.

### Ventilsteuerung
Die Ventilsteuerung funktioniert nach dem Prinzip der Desmodromik, die Ventile sind also zwangsgesteuert und kommen ohne Ventilfedern aus. Der Motor hat vier stirnradgetriebe obenliegende Nockenwellen (DOHC-Ventilsteuerung) mit einem schräg hängenden Einlassventil und einen schräg hängenden Auslassventil je Zylinder (Zweiventiltechnik). Dabei stehen die Ventile annähernd im 90°-Winkel zueinander und ermöglichen einen hemisphärischen Brennraum. Je Zylinderbank ist eine Nockenwelle für die Auslassventile und eine für die Einlassventile eingebaut, wobei die Nockenwellen über den Ventilen und nicht daneben angeordnet sind. Für jedes Ventil gibt es zwei Nocken – einen klassisch geformten Beschleunigungsnocken und einen Verzögerungsnocken. Bei der Ventilöffnung drückt der Beschleunigungsnocken über ein Stößel und ein Ventilspieleinstellplättchen das Ventil herunter. Am Ende des Beschleunigungsvorgangs wird die Ventilanlage auf den Verzögerungsnocken gewechselt, der deutlich größer als der Beschleunigungsnocken ist und eine halbkreisartige Form hat. Der Verzögerungsnocken drückt einen Hebel herunter, der über ein Armpaar das Ventil abbremst und in seine Ausgangslage zurückdrückt.
Die Technik der Desmodromik erlaubte in den 1950er-Jahren eine Drehzahlerhöhung und damit eine Leistungssteigerung: Motorleistung ist das Produkt von Drehmoment und Winkelgeschwindigkeit der Kurbelwelle, kann also im Wesentlichen über eine Erhöhung des mittleren effektiven Arbeitsdrucks beziehungsweise über eine Erhöhung der Drehzahl gesteigert werden. Da der M 196 für einen freisaugenden Motor der 1950er-Jahre einen sehr hohen mittleren Arbeitsdruck von >1,3 MPa hat und eine weitere Steigerung des Mitteldrucks nur in geringem Umfang mit großem Forschungsaufwand erreichbar war, erschien eine Leistungssteigerung über eine Erhöhung der Drehzahl sinnvoll. Problematisch war dabei, dass eine Ventilfeder so ausgelegt wird, dass sie jene Verzögerungskraft aufbringen kann, die bei Höchstdrehzahl des Motors nötig ist, um das Ventil in seine Ausgangsposition zurückzudrücken, gleichzeitig aber die Federkraft und Drehzahl in einer quadratischen Beziehung zueinander stehen. Das bedeutet, dass die Verzögerungskraft der Ventilfeder mit dem Quadrat der Drehzahl ansteigen muss. Bei einer kritischen Drehzahl wird die maximal zulässige Flächenpressung zwischen Nocken und Stößel überschritten. Folglich muss bei einer weiteren Drehzahlsteigerung entweder der Ventilhub verkleinert oder die Gesamtöffnungszeit der Ventile verlängert werden, was sich negativ auf den Gaswechsel und damit den Mitteldruck auswirkt. Daimler-Benz umging dieses Problem, indem das Unternehmen anstelle eines kraftschlüssigen Ventiltriebs mit Ventilfeder die formschlüssige Desmodromik verwendete. Ohne signifikante Einbußen beim Gaswechsel und damit der Drehmomententwicklung hinnehmen zu müssen, konnte so die Enddrehzahl auf 9500/min gesteigert werden, was den Motor sehr leistungsfähig macht.

## Technische Daten
|                             | M 196 R                                                   | M 196 S                          |
| Bohrung × Hub               | 76 × 68,8 mm                                              | 78 × 78 mm                       |
| Hubraum                     | 2496 cm3                                                  | 2982 cm3                         |
| Zündfolge                   | 1-2-4-6-8-7-5-3                                           | 1-2-4-6-8-7-5-3                  |
| Nennleistung (DIN 70020)    | 256 PS (188 kW) bei 8260/min 265 PS (195 kW) bei 8000/min | 276 PS (203 kW) bei 7000/min     |
| Stundenleistung (DIN 70020) | – 290 PS (213 kW) bei 8500/min                            | 310 PS (228 kW) bei 7400/min     |
| Maximales Drehmoment        | 30 kp·m (294 N·m) bei ?/min                               | 31,7 kp·m (311 N·m) bei 5950/min |
| Höchstdrehzahl              | 9500/min                                                  | 7800/min                         |
| Effektiver Mitteldruck      | 1,48 MPa                                                  | 1,31 MPa                         |
| Verdichtung                 | 12                                                        | 9                                |
| Kraftstoff                  | Esso RD1                                                  | Superbenzin verbleit, 98 ROZ     |